# Boterkaarsfestival
Boterkaarsfestival, Tibetaans: Chötrul Düchen of Chonga Choepa is een van de vier festivals in Tibet die het leven van Boeddha herdenken in de Tibetaans boeddhistische tradities.
Het Boterkaarsfestival volgt net na Losar, het Tibetaans nieuwjaar. Het festival viert de vertoning van de wonderen van Boeddha en duurt vijftien dagen. Andere festivals in Tibet zijn het Yoghurtfestival, Gouden Ster-festival, Lhabab Düchen, Dajyuren Mönlam.